# Relations entre la Bolivie et le Pérou
Les Relations entre la Bolivie et le Pérou concernent les relations établies entre l'État plurinational de Bolivie et la République du Pérou. La Bolivie et le Pérou ont établi leurs relations diplomatiques en 1826. Les deux nations sont situées dans la partie occidentale de l'Amérique Latine et partagent une frontière terrestre de 1 047 km de long. Ils sont tous deux membres de la Communauté Andine et de l'Union des nations sud-américaines (UNASUR). 
La Bolivie a accueilli 0,7 % de l'émigration internationale du Pérou en 2013. À l'inverse, les Boliviens représentent 7,8 % des immigrants entrés au Pérou entre 1994 – 2012.

## Histoire
La Bolivie et le Pérou partagent une longue histoire commune. Au XVIe siècle, les territoires de la Bolivie et du Pérou appartenaient à l'Empire espagnol, administrés par le vice roi du Pérou. Par la suite, la Bolivie est passé sous l'administration du vice roi de Buenos Aires. Pendant la Guerre de l'Indépendance, le vice roi Abascal a décrété l'annexion du Pérou et la création du Grand Pérou.
Le 9 mai 1836 s'est constituée la Confédération Pérouano-bolivienne, avant d'être dissoute le 25 août 1839.

### Guerre entre le Pérou et la Bolivie
Entre 1841 et 1842 se déroula la  guerre péruano-bolivienne qui opposa le Pérou à la Bolivie notamment lors de la bataille d'Ingavi le 18 novembre 1841 gagnée par les Boliviens.

### Guerre du Pacifique
La guerre du Pacifique s'est déroulée entre 1879 et 1883. Il s'agit à la fois d'une guerre navale et terrestre qui opposa la Bolivie et le Pérou d'un côté aux forces armées chiliennes de l'autre. Elle débouche sur une victoire du Chili et entraîne la perte de l'accès à l'océan Pacifique pour la Bolivie. 

### Histoire récente
En 1992 le Pérou redonne à la Bolivie un accès à la mer grâce à une bande de 17km de large le long de l'océan Pacifique proche de Ilo pour un usage industriel et économique.
Le 23 juin 2015, a été créé à Puno le premier cabinet binational entre la Bolivie et le Pérou dans le but de favoriser la lutte contre le narcotrafic.

## Missions diplomatiques
- La Bolivie a une ambassade à Lima et des consulats à Cusco, Ilo, Puno et Tacna.
- Le Pérou a une ambassade à La Paz, des consulats généraux à Cochabamba, Santa Cruz de la Sierra et Sucre et un consulat à El Alto

## Voir également
- Relations extérieures de la Bolivie
- Relations extérieures du Pérou